# دمیتری دبلکا
دمیتری دبلکا (بلاروسی: Дзмітрый (Зьміцер) Уладзіміравіч Дзябёлка؛ زادهٔ ۷ ژانویه ۱۹۷۶) کشتی‌گیر اهل بلاروس است.
وی در مسابقات کشوری و بین‌المللی در مجموع برندهٔ ۱ مدال برنز شده‌است.